# Karel de Munter
Karel Antonius de Munter (Purwakarta, Java, 18 juli 1912 – Brisbane, 10 januari 1973) was een Nederlands elektrotechnisch ingenieur, Engelandvaarder en inlichtingenofficier.

## Levensloop
Ir. De Munter was tijdens de Duitse bezetting in Nederland actief binnen de Stijkelgroep. Hij deed twee pogingen om naar Engeland te gaan.  
De eerste poging was op 18 mei 1942. Samen met Jan Cornelis de Bruijn, Karel Glaser, Sjef de Groot, Willem Hendrik 't Hart, Wolter van Hellenberg Hubar, Anton Kortlandt, Gerardus Adrianus Lablans, Bram Nol, Mozes Nol, Lex van Os, Cosmo Medici Roeske en Arie Schotsman probeerde hij met een logger naar Engeland uit te wijken. Ze werden verraden door Hubars collega van Holland Signaal, gearresteerd en naar het Oranjehotel in Scheveningen gebracht. De Munter slaagde erin op 14 juli 1942 uit de gevangenis te ontsnappen, maar daarna werd hij door de Duitsers gezocht. Hij dook onder en zocht een manier om alsnog naar Engeland te gaan.
De tweede poging was op 5 mei 1943. Met Christiaan de Bakker, Gerard Bruyne, stuurman Jaap Burger, Christiaan Gutteling, Johan Anton Stroeve, Piet Hendrik de Groot en de bij hem ondergedoken broers Robert en Willy Weijhenke zou hij overvaren. Ze werden door schipper Kees Koole met het vrachtschip de Nooit Volmaakt naar de Haringvliet gebracht. De reis naar Engeland werd vervolgd met een motorbootje. De volgende dag rond 12.00 uur werden ze door de Britse Marine opgepikt en naar Harwich gebracht.
De rest van de oorlog heeft hij doorgebracht in Australië en later in het toenmalige Nederlands-Indië en Singapore. In Nederlands-Indië trad hij in dienst van de Netherlands Forces Intelligence Service (NEFIS). 

### Na de oorlog
In Singapore was hij vanaf december 1945 belast met de taak om een afdeling van de NEFIS op te zetten. Hij kreeg deze opdracht van de toenmalige directeur van NEFIS, Simon Spoor. De Munter stond tot 7 september 1946 aan het hoofd van NEFIS in Singapore. In 1947 is hij teruggekeerd naar Nederland samen met zijn Australische vrouw. Aldaar hervatte hij zijn baan als ingenieur bij de Marine. Hij overleed in januari 1973 in Brisbane, Australië na een zwemongeluk terwijl hij op vakantie was. 

## Eerbetoon
- De Munter was Officier in de Orde van Oranje-Nassau sinds 1959.
- Hij heeft in 1983 postuum het verzetsherdenkingskruis gekregen, welke zijn zoon van Prins Bernhard in ontvangst nam.[4]